# Prova controlada aleatòria

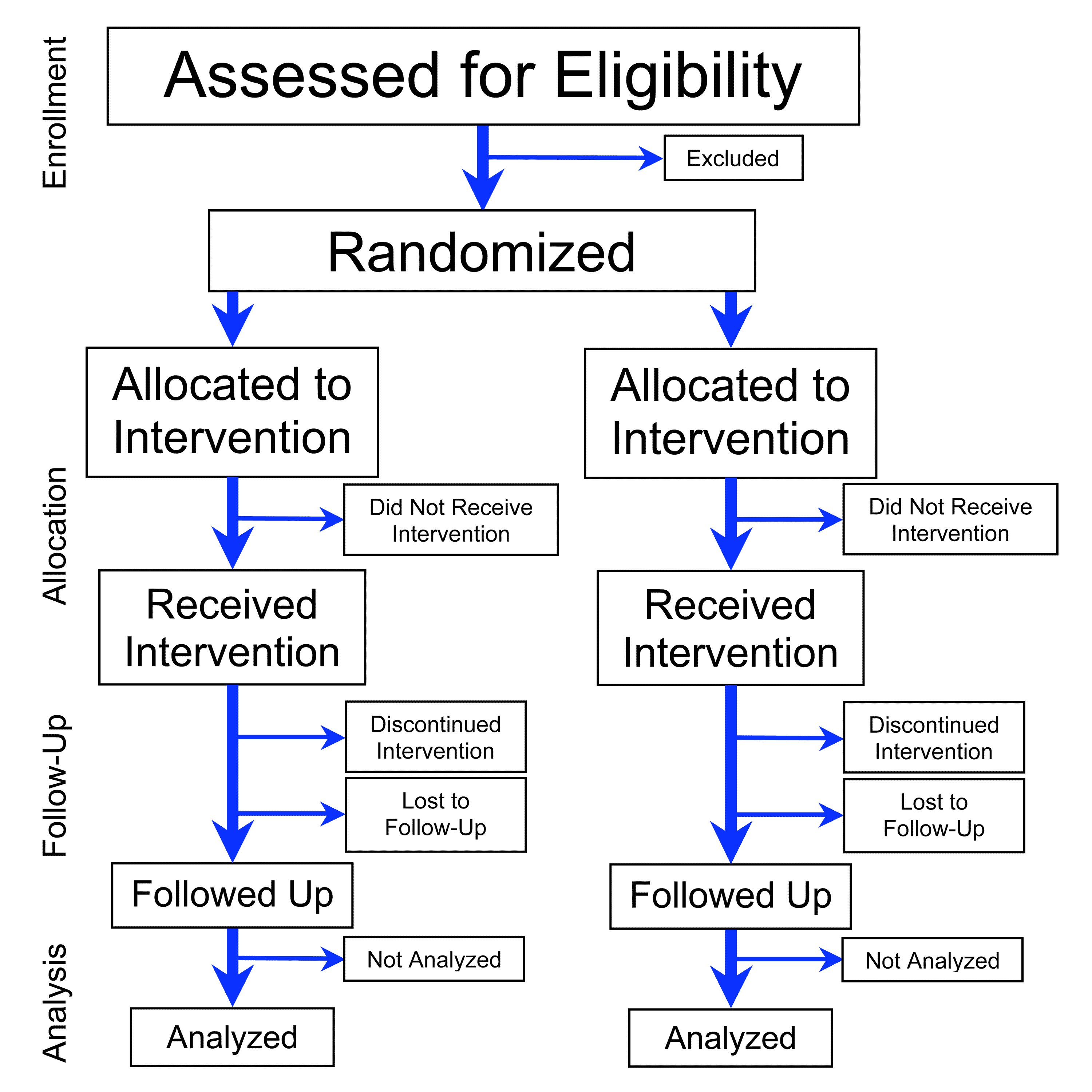
Fases de la prova controlada aleatòria

Una prova controlada aleatòria (PCA), en anglès: randomized controlled trial (RCT), és un tipus d'experiment científic, una prova clínica que s'utilitza sovint per provar l'eficàcia i/o eficiència de diversos tipus d'intervenció mèdica dins d'una població de pacients; així es fa servir molt per provar la seguretat (o més específicament la informació sobre les reaccions adverses dels medicaments i d'altres tractaments de la salut). La clau de la PCA és que els estudis sobre els subjectes, després d'investigar-ne l'elegibilitat i reclutar-los, però abans que comenci la intervenció que serà estudiada, siguin tractats aleatòriament per rebre un o un altre dels tractaments alternatius que s'estudien. L'avantatge més important de l'aleatorització és que minimitza el biaix d'assignació, equilibrant els factors prognòstics coneguts i desconeguts en l'assignació dels tractaments.

## Història
Els experiments aleatoris van aparèixer primer en la psicologia experimental on van ser introduïts per Charles Sanders Peirce, i en educació. Més tard aparegueren en agricultura per Jerzy Neyman and Ronald A. Fisher. La primera PCA publicada va ser l'any 1948 en un escrit sobre el tractament de l'estreptomicina (Streptomycin treatment of pulmonary tuberculosis Un delsautors va ser Austin Bradford Hill, considerat el concebidor de la moderna PCA. A finals del segle XX la PCA era el mètode estàndard de la terapètica racional en medicina.
Al llarg de la història és possible identificar diversos estudis que recullen característiques de les proves controlades aleatòries (RCT), majoritàriament assajos clínics. Així, per exemple, el Llibre de Daniel a l'Antic Testament narra l'experiment que el cap dels eunucs va fer per comprovar que els rostres saludables de Daniel i dels seus homes es devien a una dieta vegeteriana (Daniel 1:12-16). La prova va consistir que, durant deu dies, un grup d'homes del cap dels eunucs es va alimentar de llegums i aigua, mentre que a un altre grup semblant se li va donar menjar de rei i vi. Al cap de deu dies, els rostres del primer grup d'homes eren visiblement més saludables que els del segon grup, cosa que el cap dels eunucs va relacionar amb l'efecte positiu de la dieta vegeteriana. A partir d'aquest resultat, va decidir modificar la dieta dels seus homes.
Una altra prova de què es té registre és la que va emprendre James Lind l'any 1747 per avaluar l'eficàcia dels cítrics en el tractament de l'escorbut. Lind va seleccionar dotze individus amb símptomes d'escorbut i característiques semblants, als quals va subministrar tractaments diferents: taronges i llimones, sidra, elixir vitriòlic (àcid sulfúric diluït), vinagre, aigua de mar i un purgant recomanat per un hospital. Després de sis dies, els millors i més ràpids resultats es van presentar en les persones tractades amb taronges i llimones, seguides pels que havien pres sidra. Amb això, Lind va demostrar l'eficàcia dels cítrics per al tractament de l'escorbut.
Si bé les proves controlades aleatòries van tenir el seu origen en assajos clínis, al segle XX la seva aplicació es va expandir a altres àrees, com la psicologia, l'educació i l'agricultura. Dins d'aquests camps van destacar els treballas de C. S. Sanders Peirce i J. Jastrow l'any 1884 i de J. Neyman i Ronald A. Fisher en la dècada de 1920. Per haver aplicat la tècnica de l'assignació aleatòria del tractament als seus experiments agrícoles, Fisher va ser reconegut com a pioner en haver popularitzat els RCTs y haber dado los primeros pasos para su aplicación en la evaluación de programas de desarrollo social. No obstant això, la conceptualització contemporània de l'RCT correspon a Sir Austin Bradford Hill, que va formalitzar la metodologia de les proves en els seus estudi sobre l'efecte de l'estreptomicina en la tuberculosi pulmonar durant la dècada dels anys quaranta.
En els anys següents, l'ús de les proves controlades aleatòries es va expandir de manera significativa cap a aplicacions en ciències socials, principalment en economia i estadística per avaluar l'impacte de programes governamentals. En la dècada de 1970 van sorgir debats —encara vigents— sobre les complexitats tècniques i operatives per poder realitzar aquest tipus d'estudis, així com els alts costos d'implementar-los en contextos no clínics. Per aquestes raons, el seu ús va estar durant molt temps limitat als països subdesenvolupats. No obstant això, cada vegada s'ha estès més el seu ús cap a països en desenvolupament, en part promoguts per organismes internacionals, bancs multilaterals de desenvolupament i agències de cooperació internacional.
Per exemple, en la dècada de 1990, el govern mexicà va implementar un RCT per avaluar l'impacte de PROGRESA, un programa per combatre la pobresa mitjançant transferències monetàries condicionades. A Kenya, Michael Kremer i l'organització International Christelijk Steunfonds van avaluar l'impacte dels llibres de text en el rendiment d'estudiants mitjançant un RCT.
De manera paral·lela a aquests desenvolupaments en l'àrea de la política pública, al Canadà, un grup de científics va realitzar esforços per millorar la qualitat en els reportatges de proves controlades aleatòries en el camp de la salut. Així, l'any 1993 van publicar els "Estàndards consolidats per reportar proves clíniques". Aquest document va incloure 32 estàndards i un diagrama de flux sobre aspectes que els autors havien de tenir en compte en el moment de reportar els resultats del seu RCT. L'any 2001 i al 2010 es van publicar revision i actualitzacions a la declaració de 1993.
Actualment nombroses organitzacions arreu del món promouen la utilització de RCTs per conèixer l'efecte de diversos programes de desenvolupament. El Banc Mundial el Banc Interamericà de Desenvolupament i altres bancs de desenvolupament, una gran quantitat d'universitats, així com l'Abdul Latif Jameel Poverty Action Lab (J-PAL), Innovations for Poverty Action (IPA), l'International Initiative for Impact Evaluation (3ie) i la Campbell Collaboration han desenvolupat o promogut nombrosos RCTs arreu del món per generar evidència rigurosa que informi de al millor presa de decision en política pública. El treball d'aquestes organitzacions, així com vada vegada més la disponibilitat de les dades, els avenços tecnològics i la reducció de costos de transport i comunicació han contribuït a una major difusió dels RCTs arreu del món com una eina efectiva per fer polítiques públiques basades en l'evidència.

## Cegament
Una PCA pot estar encegada o emmascarada per uns "procediments que impedeixen que els participants de l'estudi, els cuidadors o els analistes dels resultats coneguin quina intervenció va rebre". A diferència de l'ocultació de l'assignació, el cegament és de vegades inadequat o impossible de realitzar en una PCA; per exemple, si una PCA implica un tractament en el qual la participació o coneixement actius del pacient o del sanitari és necessària (p. ex., fisioteràpia), els participants no poden quedar cecs a la intervenció.
Tradicionalment, les PCA encegades han estat classificades com "simple cec", "doble cec" o "triple cec"; No obstant això, en 2001 i 2006 dos estudis van demostrar que aquests termes tenen significats diferents per a diferents persones. La Declaració CONSORT 2010 especifica que els autors i editors no han d'utilitzar els termes "simple cec", "doble cec" o "triple cec"; en lloc d'això, els informes de les PCA encegades haurien d'explicar com era l'encegament.

## Limitacions i validesa externa
La validesa externa de la PCA pot estar limitada. Els factors que poden afectar la validesa externa de les PCA inclouen:
- Pot funcionar en un país i no en un altre
- Segons les característiques dels pacients (per exemple una PCA pot incloure pacients amb millor prognosi sobre la mitjana o pot excloure "dones, infants o els vells i aquells amb condicions mèdiques comunes")[28]
- Study procedures (e.g., in an PCA patients may receive intensive diagnostic procedures and follow-up care difficult to achieve in the "real world")
- Mesures de resultats
- Informes incomplets d'efectes adversos de les intervencions